# Matthias Almstedt (Liedermacher)
Matthias Almstedt (* 1953 in Göttingen) ist ein deutscher Liedermacher, Pädagoge und Autor.

## Biographie
Matthias Almstedt wuchs in Göttingen auf. Von 1963 bis 1969 spielte er als Kinderdarsteller im Deutschen Theater, Göttingen zunächst unter Heinz Hilpert und später unter Günther Fleckenstein in zahlreichen Stücken mit.
Von 1973 bis 1976 studierte er Sozialarbeit in Nürnberg und Hildesheim und später Erziehungswissenschaft an der Universität Marburg. 1996 promovierte er bei Wolfgang Klafki am Fachbereich Erziehungswissenschaft der Philipps-Universität Marburg zum Dr. phil. Nach seinem Studium arbeitete er in der Heimerziehung, als Lehrer an der Aliceschule Gießen und anschließend als Leiter der Abteilung Sozialpädagogik an der Käthe-Kollwitz-Schule, Marburg. Matthias Almstedt hat zwei Töchter und lebt mit seiner Frau in Marburg.
Seit 2017 trat Matthias Almstedt mit literarisch-musikalischen Lesungen auf: gemeinsam mit dem Gitarristen Christian Gömpel mit einer Hommage an Bob Dylan und mit einer Hommage an Heinrich Heine. Hierzu vertonte Almstedt zahlreiche Gedichte des Dichters. Seit 2024 tritt Almstedt gemeinsam mit der Marburger Musikerin Tina Kuhn mit dem Programm „Ich hab den Frieden kommen sehn“ auf. Mit Kuhn veröffentlichte er das Album Hommage an Zupfgeigenhansel, das im November 2024 für den Preis der deutschen Schallplattenkritik in der Sparte „Liedermacher“ nominiert wurde. Im November 2024 erschien im Musikmagazin Schall eine Doppelseite über sein Schaffen.

## Buchveröffentlichungen
- Almstedt / Munkwitz: Ortsbestimmung der Heimerziehung. Beltz Verlag, Weinheim Basel 1982, ISBN 3-407-55611-X
- Matthias Almstedt: Reform der Heimerzieherausbildung. Deutscher Studienverlag, Weinheim 1996, ISBN 978-3892716570
Zugl.: Marburg, Univ., Diss., 1996 u.d.T.: Almstedt, Matthias: Zur Ausbildung von Erzieherinnen und Erziehern an Fachschulen für Sozialpädagogik in Hessen unter besonderer Berücksichtigung der Qualifikation für die Arbeit im Bereich der Heimerziehung
- Matthias Almstedt in: IGFH Arbeitsgruppe: Probleme von Kindern und Jugendlichen lassen sich nicht einsperren. Walhalla und Pretoria Verlag, Regensburg 1984, ISBN 978-3925146152

## Diskographie
Die Alben und Singles erschienen unter dem Label D7 / 7us Media Group / Labelcode: 30296, Distributed by ZYX
Alben
- 2023: Hommage an Heinrich Heine
- 2023: Hommage an Zupfgeigenhansel

Singles
- 2023: Sie saßen und tranken am Teetisch
- 2023: Mein Kind wir waren Kinder
- 2024: Ich hab den Frieden kommen sehn
- 2024: Andre, die das Land so sehr nicht liebten
- 2025: Mein Vater wird gesucht
- 2025: Wer, wenn nicht wir

Mitwirkung auf Alben
- 2022: A Tribute to Zupfgeigenhansel - Legendäre Lieder - neu interpretiert

Podcast
- Gelassen älter werden – Musik im Alter – sich selbst neu erfinden

## Auszeichnungen
- 2024:  Platz 1 auf der Liederbestenliste der Top 20 der deutschsprachigen Liedermacher[14]